# Boli (härad)
Boli, tidigare stavat Poli, är ett härad som lyder under Qitaihes stad på prefekturnivå i Heilongjiang-provinsen i nordöstra Kina.